# Коледж економіки, права та інформаційних технологій Західноукраїнського національного університету
ВСП Фаховий коледж економіки, права та інформаційних технологій Західноукраїнського національного університету (ФКЕПІТ ЗУНУ) — структурний підрозділ Західноукраїнського національного університету.
Коледж знаходиться за адресою: Корпус № 2 майдан Перемоги, 3 Тернопіль Тернопільська область 46000

## Історія
Коледж економіки, права та інформаційних технологій ТНЕУ (КЕПІТ ТНЕУ) створений згідно з наказом Міністерства освіти і науки України від 01.09.2014 р. № 1049 на підставі клопотання керівництва Тернопільського національного економічного університету з метою поліпшення якості підготовки фахівців. Його теперішній організаційний статус — структурний підрозділ Західноукраїнського національного університету.
Основною метою діяльності коледжу є забезпечення підготовки висококваліфікованих фахівців для задоволення потреб регіонального ринку праці, культурного та духовного розвитку особистості, формування у молоді наукового світогляду і мислення.
Головним завданням коледжу є здійснення освітньої діяльності з ліцензованих спеціальностей, що забезпечать підготовку фахівців за освітньо-кваліфікаційним рівнем «молодший спеціаліст», здатних бути конкурентоспроможними на ринку праці.

## Сучасність
Коледж економіки, права та інформаційних технологій ЗУНУ здійснює підготовку молодших спеціалістів відповідно до ліцензії серії АЕ № 636470 від 10.06.2015 р. за такими спеціальностями:
- 072 «Фінанси, банківська справа та страхування»;
- 073 «Менеджмент»;
- 081 «Право»;
- 123 «Комп'ютерна інженерія».

У 2017 р. КЕПІТ ТНЕУ отримав ліцензію на здійснення підготовки бакалаврів за спеціальністю 076 «Підприємництво, торгівля та біржова діяльність».
Організацію навчального процесу забезпечують 59 викладачів, серед яких 20 викладачів на основній посаді. Педагогічний колектив коледжу працює над удосконаленням методики викладання навчальних дисциплін. Серед його важливих напрямів роботи — впровадження інноваційних технологій та інтерактивних методів у навчальний процес. Загалом викладачі беруть активну участь в роботі засідань обласних предметних методичних об'єднань, в роботі засідань ради директорів вищих навчальних закладів І-ІІ рівнів акредитації області та обмінюються досвідом роботи. Викладачі проходять атестацію згідно з чинним Положенням про атестацію педагогічних працівників, курсову перепідготовку та стажування. Важливу роль у поліпшенні якості підготовки фахівців, підвищення рівня викладання дисциплін належить сучасній системі науково-методичного забезпечення навчального процесу. Цю систему формують педагогічна рада, методична рада, циклові комісії.
Коледж економіки, права та інформаційних технологій Західноукраїнського національного університету має необхідну матеріально-технічну базу для забезпечення підготовки фахівців за освітньо-кваліфікаційним рівнем «молодший спеціаліст». Основою матеріально-технічної бази КЕПІТ ЗУНУ є навчально-лабораторні корпуси, гуртожитки, спортивні споруди.
Для організації освітньої діяльності Коледж використовує навчально-лабораторні корпуси № 11 та № 1, а саме: 15 навчальних аудиторій; 3 комп'ютерних класи; більше 10 приміщень для педагогічного та навчально-допоміжного персоналу, навчально-методичний кабінет.
Для організації навчального процесу використовуються комп'ютерні лабораторії, які обладнані комп'ютерною технікою, підключені до мережі Інтернет та оснащені необхідним програмним забезпеченням.
Навчально-матеріальна база для спортивно-масової роботи відповідає вимогам для проведення занять на належному рівні, оскільки в достатній кількості забезпечена відповідним спортивним інвентарем.
Студенти коледжу займають активну життєву позицію. Розвивається студентське самоврядування, головним завданням якого є підвищення і вдосконалення якості навчання, виховної та наукової роботи, трудового виховання, організації та участі студентів в художній самодіяльності, організації дозвілля студентів, співробітництва з студентами інших зво і молодіжними організаціями, формування у студентів навичок керівника-організатора.
Поряд з цим в практиці роботи органів студентського самоврядування в коледжі є захист прав та інтересів студентів, забезпечення виконання студентами своїх обов'язків, сприяння створенню різноманітних студентських гуртків, клубів, ініціювання і втілення в життя заходів для створення позитивного іміджу коледжу.
|  |  |  |  |  |

## Кадровий склад
- Мартинюк Василь Федорович — в.о. директора коледжу, кандидат економічних наук, доцент;
- Смерека Світлана Богданівна — заступник директора коледжу, в.о. завідувача навчально-методичного кабінету, кандидат економічних наук, викладач вищої категорії;
- Галин Богдан Олексійович — завідувач господарства;
- Брюхань Лілія Михайлівна — голова циклової комісії загальноосвітньої підготовки, викладач вищої категорії;
- Заставнюк Любов Іванівна — голова циклової комісії управління та адміністрування, кандидат економічних наук, викладач вищої категорії;
- Кравчук Мар'яна Юріївна — голова циклової комісії юридичних та суспільно-гуманітарних дисциплін, кандидат юридичних наук, викладач вищої категорії;
- Маркопольський Сергій Володимирович — голова циклової комісії інформатики та комп'ютерної інженерії, викладач;
- Шаршонь Галина Степанівна — спеціаліст;
- Довгаль Любов Олександрівна — соціальний педагог;
- Тимчук Олександр Йосипович — вихователь;
- Шевчук Ірина Антонівна — інженер;
- Кушнір Наталія Павлівна — методист;
- Камінська Ольга Михайлівна — секретар-друкарка.

## Підрозділи
До складу коледжу економіки, права та інформаційних технологій ТНЕУ входять чотири циклових комісії:
- загальноосвітньої підготовки;
- управління та адміністрування;
- юридичних та суспільно-гуманітарних дисциплін;
- інформатики та комп’ютерної інженерії.